# LANAI
『LANAI』（ラナイ）は、1983年5月1日に発売された早見優の3枚目のオリジナルアルバム。発売元はトーラスレコード。規格品番は、LP:28TR-2020 / CT:28TT-1020。

## 解説
タイトルの『LANAI』とはハワイ諸島のラナイ島のことで、早見自身が名付けたものである。
シングルは1曲も収録されておらず、全てアルバム・オリジナル曲で構成されている。
2012年4月に、本アルバムを含むオリジナル・アルバムを全て収めたCD-BOX『Thank YU〜30th Anniversary Special Box〜』が発売された際には、シングル「夏色のナンシー」「渚のライオン」のA・B面曲などのボーナス・トラックが追加され『LANAI+5』としてDisc-3に収録された。
2013年11月には、ユニバーサルミュージックより2ndアルバム『Image』と本アルバムを2枚一組にした『Image + LANAI』が発売された。

## 収録曲

### LP・CT

#### Side A〈A.M. Side〉
1. 逢いたい気分 (3:58)
  - 作詞：三浦徳子 / 作曲：亀井登志夫 / 編曲：村松邦男
2. Sail In The Sunset (3:35)
  - 作詞：竜真知子 / 作曲・コーラスアレンジ：安部恭弘 / 編曲：村松邦男
3. Summer Holy Night (4:28)
  - 作詞：三浦徳子 / 作曲：亀井登志夫 / 編曲：村松邦男
4. ロコ・サーファー (3:05)
  - 作詞：三浦徳子 / 作曲：ケニー萩原 / 編曲：村松邦男
5. Someone’s Boy (3:12)
  - 作詞：竜真知子 / 作曲・コーラスアレンジ：安部恭弘 / 編曲：村松邦男

#### Side B〈P.M. Side〉
1. Rainy Boy (3:56)
  - 作詞：小林和子 / 作曲：ケン田村 / 編曲：井上鑑
2. Still Remember You (4:36)
  - 作詞：竜真知子 / 作曲：筒美京平 / 編曲：井上鑑
3. You’re So Shy (3:45)
  - 作詞：竜真知子 / 作曲：筒美京平 / 編曲：井上鑑
4. オレンジ・ムーンの恋 (3:35)
  - 作詞：小林和子 / 作曲：筒美京平 / 編曲：井上鑑
5. Cover The Moon -月よ見ないで- (3:56)
  - 作詞：竜真知子 / 作曲：筒美京平 / 編曲：井上鑑

### CD
1. 逢いたい気分
2. Sail In The Sunset
3. Summer Holy Night
4. ロコ・サーファー
5. Someone’s Boy
6. Rainy Boy
7. Still Remember You
8. You’re So Shy
9. オレンジ・ムーンの恋
10. Cover The Moon -月よ見ないで-

### 『LANAI+5』
1. 逢いたい気分
2. Sail In The Sunset
3. Summer Holy Night
4. ロコ・サーファー
5. Someone’s Boy
6. Rainy Boy
7. Still Remember You
8. You’re So Shy
9. オレンジ・ムーンの恋
10. Cover The Moon -月よ見ないで-
[Bonus Track]
（全曲）作詞：三浦徳子 / 作曲：筒美京平 / 編曲：茂木由多加
11. 夏色のナンシー
12. 可愛いサマータイム
13. 渚のライオン
14. 赤いサンダル
15. Yes Coke Yes '83（夏色のナンシー）

## リリース
| 日付           | レーベル               | フォーマット           | 型番         | 備考                                      |
| -------------- | ---------------------- | ---------------------- | ------------ | ----------------------------------------- |
| 1983年5月1日   | トーラスレコード       | LP                     | 28TR-2020    | 30cm, STEREO                              |
| 1983年5月1日   | トーラスレコード       | コンパクトカセット     | 28TT-1020    |                                           |
| 1995年6月16日  | ニュートーラスレコード | CD                     | TACX-2460    |                                           |
| 2012年4月18日  | USMジャパン            | CD                     | UPCY-9201    | 17枚中3枚目、ボーナストラック、リマスター |
| 2012年4月25日  | NAYUTAWAVE RECORDS     | デジタル・ダウンロード | 516839770    | ボーナストラック、iTunes Store            |
| 2012年4月25日  | NAYUTAWAVE RECORDS     | デジタル・ダウンロード | B00BJQT2L2   | ボーナストラック、アマゾン mp3            |
| 2013年11月13日 | USMジャパン            | CD                     | UPCY-6778/9  | 2枚中2枚目、リマスター                    |
| 2014年6月27日  | USMジャパン            | デジタル・ダウンロード | 600406198556 | mora ボーナストラック、AAC-LC 320kbp      |
| 2014年6月27日  | USMジャパン            | デジタル・ダウンロード | A32938597    | ボーナストラック、レコチョク              |